# Bashgultala ferulina
Bashgultala ferulina är en insektsart som beskrevs av Alexander Fyodorovich Emeljanov 1990. Bashgultala ferulina ingår i släktet Bashgultala och familjen Kinnaridae. Inga underarter finns listade i Catalogue of Life.